# Сонячне затемнення 20 травня 2012 року
Сонячне затемнення 20 травня 2012 року (21 травня 2012р. для місцевого часу у східній півкулі) — кільцеподібне сонячне затемнення, яке було найкраще видно в районі узбережжя Японії, західної частини США та Канади. Центральну частину цього затемнення найкраще було видно з Токіо. Максимум затемнення розпочався з північної частини Тихого океану (південніше Алеутських островів його було видно протягом 5 хвилин та 46,3 сек.) й закінчився на заході Канади та Сполучених Штатів.
Це затемнення є першим з двох сонячних затемнень, що відбулися у 2012р. До цієї групи належать також повне сонячне затемнення 13 листопада 2012р.

## Зображення

Анімація шляху перебігу затемнення

Анімацію перебігу цього сонячного затемнення з детальнішою картою світу можна переглянути тут: Кільцеподібне сонячне затемнення 20-21 травня 2012р.

## Інші сонячні затемнення з цієї серії

### Сонячні затемнення 2011-2014
Дана серія сонячних затемнень повторюється приблизно через кожні 177 діб та 4 години .
Примітка: Часткові сонячні затемнення 4 січня 2011 та 1 липня 2011 відбулися протягом попередньої серії затемнень.  
| Вузол, що заходить | Вузол, що заходить                        |       | Вузол, що сходить                          | Вузол, що сходить |
| Сарос              | Карта                                     | Сарос | Карта                                      |                   |
| 118                | 1 червня 2011 Часткове (північна півкуля) | 123   | 25 листопада 2011 Часткове                 |                   |
| 128                | 20 травня 2012 Кільцеподібне              | 133   | 13 листопада 2012 Повне                    |                   |
| 138                | 10 травня 2013 Кільцеподібне              | 143   | 3 листопада 2013 Гібридне                  |                   |
| 148                | 29 квітня 2014 Кільцеподібне              | 153   | 23 жовтня 2014 Часткове (північна півкуля) |                   |

### Метонів цикл
Метонів цикл сонячних затемнень повторюється кожні 19 років (6939.69 діб) й триває протягом біля 5-ти циклів. Затемнення відбуваються приблизно одного і того ж календарного дня. 

Дана серія містить 21 сонячне затемнення починаючи з 21-го травня 1993р. й закінчуючи 20-м травня 2069р.
| 20-21 травня   | 9 березня      | 25-26 грудня   | 13-14 жовтня   | 1-2 серпня    |
| 118            | 120            | 122            | 124            | 126           |
| -------------- | -------------- | -------------- | -------------- | ------------- |
| 21 травня 1993 | 9 березня 1997 | 25 грудня 2000 | 14 жовтня 2004 | 1 серпня 2008 |
| 128            | 130            | 132            | 134            | 136           |
| 20 травня 2012 | 9 березня 2016 | 26 грудня 2019 | 14 жовтня 2023 | 2 серпня 2027 |
| 138            | 140            | 142            | 144            | 146           |
| 21 травня 2031 | 9 березня 2035 | 26 грудня 2038 | 14 жовтня 2042 | 2 серпня 2046 |
| 148            | 150            | 152            | 154            | 156           |
| 20 травня 2050 | 9 березня 2054 | 26 грудня 2057 | 13 жовтня 2061 | 2 серпня 2065 |
| 158            |                |                |                |               |
| 20 травня 2069 |                |                |                |               |